# キルヤタイム (モアブ)
キルヤタイムは「二つの町」を意味する、旧約聖書に登場する町で、ヨルダン川の東にあったモアブの町である。古くはエミム人の町であったが、後にエモリ人の領土になっていた。イスラエルがシホンを征服すると、キルヤタイムはルベン族の相続地になる。しかし、再び、モアブに占領される。今日の、エル・クレイヤテであると言われる。
預言者エレミヤと預言者エゼキエルは共にキルヤタイムの滅亡を預言している。